# Amaury de Riencourt
Amaury de Riencourt (n. 12 iunie 1918, Orléans, Franța – d. 13 ianuarie 2005, Geneva, Elveția) a fost un scriitor și istoric francez, expert în Asia de Sud-Est, indianist, sinolog, tibetolog și americanist.

## Biografie
Amaury de Riencourt s-a născut în Orleans, într-o familie din nobilimea franceză care avea o vechime cel puțin din secolul al XII-lea. A absolvit studii la Universitatea Sorbona din Paris și a obținut o diplomă de master la Universitatea din Alger.
A servit în Marina Franceză în prima parte a celui de-al Doilea Război Mondial (1939-1940).
În 1947 Amaury de Riencourt a vizitat Tibetul și a locuit timp de cinci luni în Lhasa. El s-a întâlnit cu Dalai Lama, care i-a spus că Tibetul era guvernat în toate domeniile ca un stat independent, adăugând că ordinele guvernului său erau ascultate în întreaga țară.
Capodopera lui de Riencourt este, probabil, The Coming of Caesars [1957], care explorează rădăcinile etnice și ideologice ale Americii, Europei și Rusiei, comparând perioada clasică cu perioada contemporană (secolele al XIX-lea și al XX-lea). El a scris, de asemenea, o serie de alte cărți (toate în limba engleză), inclusiv The American Empire; Lost World: Tibet; The Eye of Shiva; The Soul of China; The Soul of India; Woman and Power in History; Sex and Power in History; Roof of the World: Tibet și o autobiografie intitulată A Child of the Century.